# Державний комітет з майна Республіки Білорусь
Державний комітет з майна Республіки Білорусь (Держкоммайна) — республіканський орган державного управління у сфері земельних відносин, топографо-геодезичної та картографічної діяльності, найменувань географічних об'єктів, державної реєстрації нерухомого майна, прав на нього та угод з ним, з питань майнових відносин (включаючи управління, розпорядження, приватизацію, оцінку та облік майна, що перебуває у власності Республіки Білорусь), за винятком приватизації житлових приміщень державного житлового фонду, ведення відповідних кадастрових, реєстрів, також, державне регулювання топографо-геодезичної діяльності та землеустрою. 
Держкоммайно підпорядковується Уряду Республіки Білорусь. 

## Історія
З метою проведення в Білорусі земельної реформи, в 1991 році був створений Комітет по земельній реформі та землевпорядкуванню. Пізніше, в 1997 році, відбулося об'єднання землевпорядної і картографо-геодезичної служб, і було створено Державний комітет по земельних ресурсах, геодезії і картографії Республіки Білорусь.
З 2002 року на нього були покладені також функції щодо державної реєстрації прав на нерухоме майно та угод з ним.
Відповідно до Указу Президента Республіки Білорусь від 5 травня 2006 р. № 289, «Про структуру Уряду Республіки Білорусь» створено Державний комітет з майна шляхом приєднання Фонду державного майна, Міністерства економіки до Комітету із земельних ресурсів, геодезії і картографії при Раді Міністрів Республіки Білорусь.

## Завдання
Головними завданнями Держкоммайна є проведення єдиної державної політики у галузі земельних відносин, топографо-геодезичної та картографічної діяльності, найменувань географічних об'єктів, державної реєстрації нерухомого майна, прав на нього та угод з ним, з питань майнових відносин (включаючи управління, розпорядження, приватизацію, оцінку та облік майна, що перебуває у власності Республіки Білорусь), за винятком приватизації житлових приміщень державного житлового фонду, ведення відповідних кадастрів, реєстрів та реєстрів, а також державне регулювання топографо-геодезичної діяльності та землеустрою, створення умов для розвитку організацій всіх форм власності, здійснюють дані види економічної діяльності.
Держкоммайно координує діяльність республіканських органів державного управління, інших державних організацій, підлеглих Уряду Республіки Білорусь, а також діяльність місцевих виконавчих і розпорядчих органів у цих областях.

## Спасылкі
- Державний комітет з майна Республіки Білорусь [Архівовано 3 грудня 2019 у Wayback Machine.]
- Постанова Ради Міністрів Республіки Беларуст від 29 липня 2006 року № 958 "Питання Державного комітету з майна Республіки Білорусь" [Архівовано 26 червня 2015 у Wayback Machine.] (рос.)